# Poppenholz
La reserva natural de Poppenholz se encuentra en el distrito de Rhön-Grabfeld en la Baja Franconia . El área se extiende al sureste de Irmelshausen y al noreste de Ottelmannshausen . El St 2275 corre hacia el oeste, el Pfuhlgraben fluye hacia el sur y la frontera con Turingia corre a lo largo de los bordes norte y este de la zona . Directamente hacia el norte y el este, en territorio de Turingia, se extiende la franja fronteriza del área FFH en Galgenberg - Milzgrund - Warthügel .

## Sentido
El área de 210,36 hectáreas con el número NSG-00386.01 se colocó bajo protección de la naturaleza en 1991 .